# Cochranella flavopunctata
Cochranella flavopunctata és una espècie de granota que viu a l'Equador i Colòmbia.